# Nový Bor
 Nový Bor (německy Haida, též česky Bor, od roku 1921 změna českého názvu na Hajda, též Bor u České Lípy, v roce 1948 přejmenování na Nový Bor) je město v severní části okresu Česká Lípa, na rozhraní chráněných krajinných oblastí Lužické hory a České středohoří. Je známé zejména svým sklářským průmyslem. Ve městě a jeho částech přibližně 11 tisíc obyvatel.

## Historie

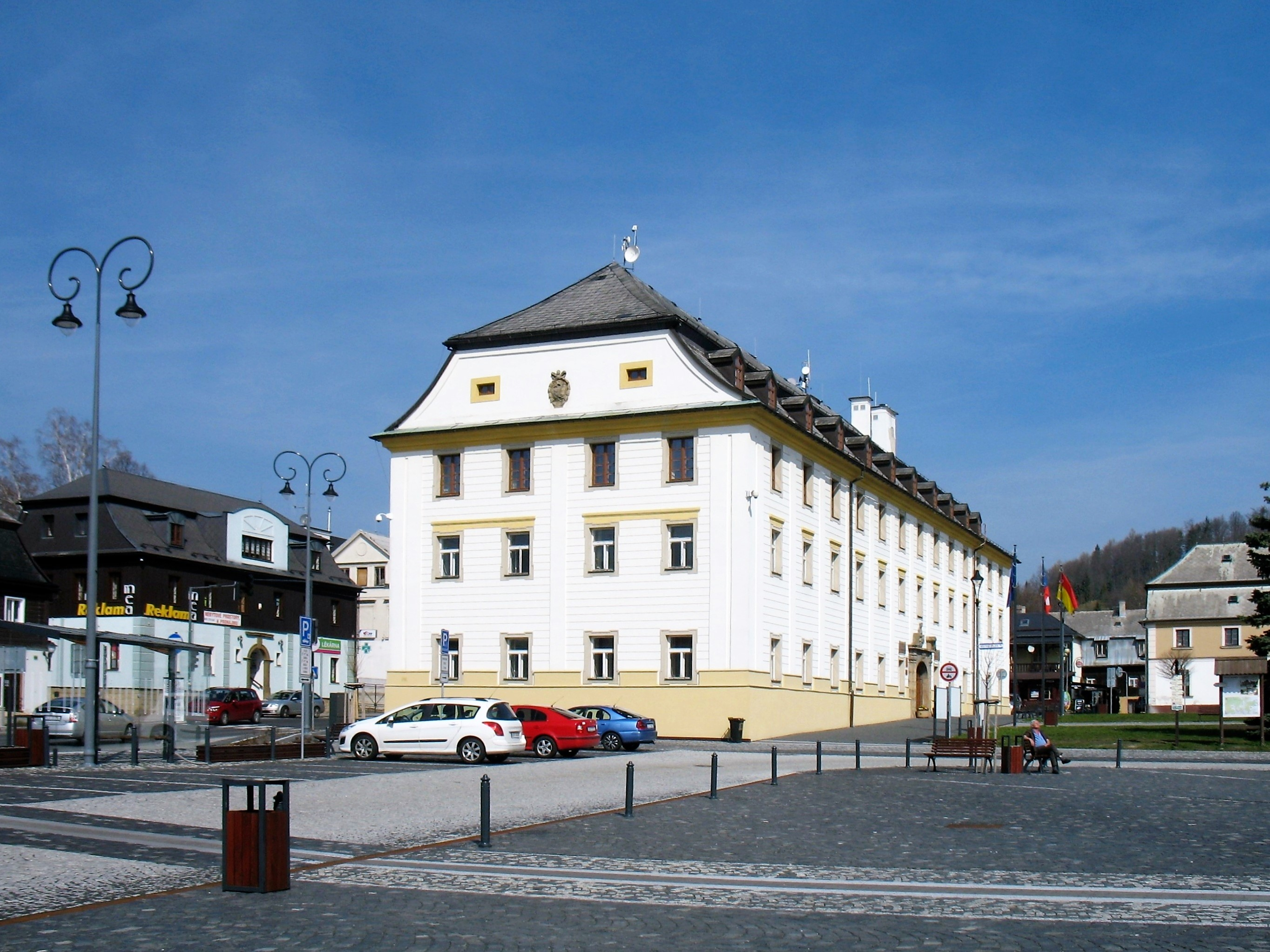
Novoborská radnice

Osada Bor vznikla v roce 1692 rozparcelováním pustého dvora statku arnultovického sedláka Raškovského. Roku 1710 panství převzal rod Kinských. V roce 1757 byla tato osada mající 21 domů prohlášená na žádost hraběte Josefa Jana Maxmiliána Kinského císařovnou Marií Terezií městem. Povýšením na město získal Nový Bor základní privilegia, např. právo na pořádání čtyř výročních trhů a pondělního trhu týdenního. To značně napomohlo rozvoji obchodu a díky exportním firmám byl zajištěn odbyt i do zahraničí. Největší poptávka byla po skle vyráběném v lesních hutích. Hrabě Kinský podporoval město i proto, že leželo na obchodní cestě z Prahy do Německa při císařské silnici Praha – Rumburk. Do města se začal soustřeďovat sklářský průmysl. Ustavila se první kompanie obchodníků se sklem, která působila až do roku 1835 a pomohla městu získat světovou sklářskou proslulost.
K dalším významným událostem patří založení piaristického gymnázia roku 1766. V roce 1788 byl dostavěný kostel Nanebevzetí Panny Marie, v roce 1804 dům, v němž je dnes sklářské muzeum. Roku 1851 byla přestavěna budova dnešní radnice a roku 1870 byla postavena sklářská průmyslová škola.
Město je známé i Rumburskou vzpourou v květnu 1918, která byla pod městem ukončena porážkou a následně popravou 7 účastníků za plotem Lesního hřbitova.
V letech 1938 až 1945 bylo město (v důsledku uzavření Mnichovské dohody) přičleněno k nacistickému Německu. V poválečném období 1945–1989 zaznamenalo město výrazný odsun místního německého obyvatelstva a přistěhování českého obyvatelstva z vnitrozemí. V roce 1947 došlo ke spojení do té doby samostatných obcí Bor u České Lípy a Arnultovice. Název Nový Bor se používá od roku 1948. 
Ve druhé polovině 20. století začala výstavba panelových domů a počet obyvatelstva začal v sedmdesátých a osmdesátých letech výrazně růst především díky rozvoji sklářského průmyslu reprezentovaného podnikem Crystalex. V podniku ZPA Nový Bor byl mezi lety 1985–1989 vyráběn československý počítač IQ 151.
V září roku 2011 došlo ve městě k řadě násilných útoků romských mladíků, po nichž následovaly různé demonstrace. Na žádost města byly posíleny policejní hlídky těžkooděnci ze speciální pořádkové jednotky z Jihomoravského kraje, která již předtím zasahovala při obdobných rasových nepokojích ve Šluknově.

## Přírodní poměry
Severní část města je součástí území Chráněné krajinné oblasti Lužické hory a těsně za západním okrajem města leží území Chráněné krajinné oblasti České středohoří.
Ve městě je několik památných stromů. V Horových sadech roste lípa malolistá, na Palackého náměstí je památný dub, u náměstí Míru je alpinum, skupina památných stromů a v areálu seniorcentra roste platan javorolistý.
Severovýchodně od města se nachází hora i přírodní rezervace Klíč.

## Obyvatelstvo
| Rok            | 1869  | 1880  | 1890  | 1900  | 1910  | 1921  | 1930  | 1950  | 1961  | 1970  | 1980  | 1991  | 2001  | 2011  | 2021  |
| -------------- | ----- | ----- | ----- | ----- | ----- | ----- | ----- | ----- | ----- | ----- | ----- | ----- | ----- | ----- | ----- |
| Počet obyvatel | 2 156 | 2 874 | 3 149 | 3 429 | 3 719 | 3 574 | 4 158 | 3 710 | 4 305 | 5 505 | 7 381 | 8 538 | 7 995 | 7 995 | 6 951 |
| Počet domů     | 247   | 281   | 318   | 382   | 429   | 452   | 580   | 600   | 1 031 | 617   | 730   | 885   | 963   | 1 025 | 1 025 |

Věková struktura obyvatel obce Nový Bor roku 2011
Rodinný stav obyvatel obce Nový Bor roku 2011
Vzdělání obyvatel obce Nový Bor roku 2011

## Obecní správa
Nový Bor i Arnultovice byly v roce 1848 součástí panství Sloup, které patřilo Karlovi, hraběti Kinskému. Sloupské panství spadalo pod kraj Litoměřice. Po zrušení nevolnictví a v důsledku revolučních událostí roku 1848 došlo v Rakousku k radikálním změnám státní správy. Byla zrušena panství šlechty, ustanoveny během roku 1850 nové kraje, politické a soudní okresy. Po reformě byl utvořen Českolipský kraj s 10 politickými okresy. V Novém Boru byl vytvořen samostatný soudní okres, který náležel pod okresní hejtmanství Česká Lípa. To bylo jedním z deseti okresů Českolipského kraje. Nový Bor byl sídlem i okresního soudu.
Při další státní reformě byl roku 1855 Českolipský kraj zrušen a byly ustaveny jiné kraje. Politický okres Nový Bor se stal součástí kraje litoměřického. V roce 1862 byly zcela zrušeny kraje a poté řada politických okresů. Soudní okres Nový Bor se stal součástí politického okresu řízeného okresním hejtmanstvím v České Lípě.
V letech 1938 až 1945 bylo území města v důsledku uzavření Mnichovské dohody přičleněno k nacistickému Německu. Na území Sudet vznikly tři kraje, okres Česká Lípa včetně Nového Boru a Arnultovice byly zařazeny pod kraj Ústí nad Labem. Po roce 1945 byl zřízen okresní národní výbor v České Lípě, kam patřil i Nový Bor s jeho soudním okresem. V českolipském okrese zůstává Nový Bor dodnes.

### Části města
- Nový Bor
- Arnultovice
- Bukovany (včetně základní sídelní jednotky Chomouty)
- Janov
- Pihel

Od 1. července 1980 do 30. června 1990 k městu patřilo i Polevsko, od 1. ledna 1981 do 30. června 1990 Skalice u České Lípy, od 1. ledna 1981 do 31. srpna 1990 Sloup v Čechách, od 1. ledna 1981 do 31. prosince 1991 Slunečná a Svojkov a od 1. ledna 1981 do 31. prosince 1992 také Radvanec.

### Symboly

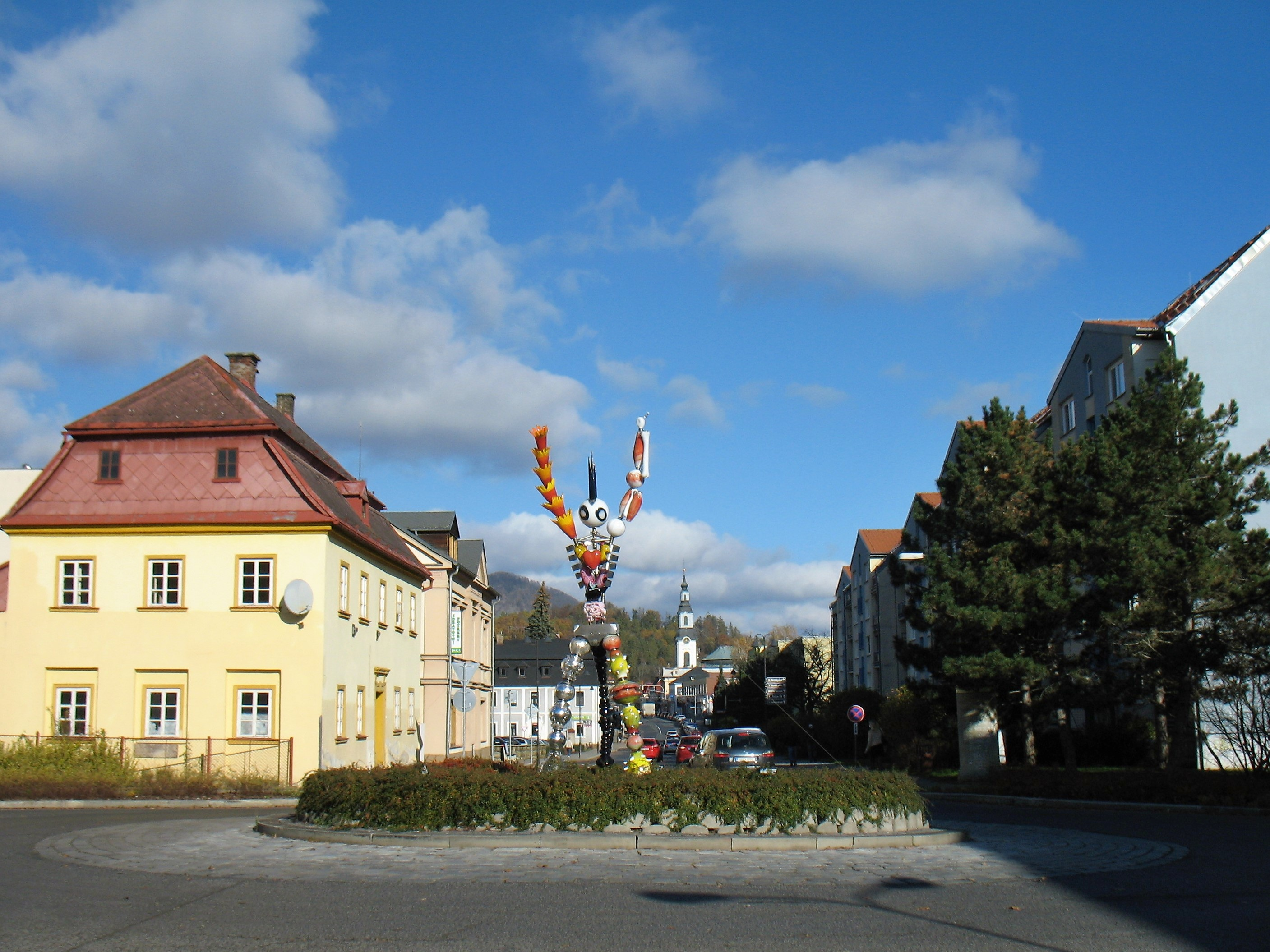
Třída T. G. Masaryka, v pozadí Klíč

Znak: Na modrém štítě stojí na zeleném trávníku stříbrná nízká městská brána budovaná z kvádrů, se čtyřmi stínkami cimbuří. Po obou stranách hradby stojí čtyřhranné, rovněž stříbrné kvádrové věže, každá s jedním oknem, děleným na šest polí, s cimbuřím o čtyřech stínkách a červenou valbovou střechou se zlatými makovicemi. Po stranách věží zdi bez cimbuří. Mezi věžemi je červený štítek se stříbrnou alegorií Spravedlnosti, doprava hledící, se stříbrným mečem se zlatou rukojetí v pravici a zlatými vahami v levici. Nad štítkem se vznáší ze stříbrného obláčku vyrůstající poloviční figura Madony s dítětem v barokním podání, s červeným vrchním a modrým spodním rouchem a s korunami na hlavách.
Vlajka: Vlajka s dvěma stejně širokými horizontálními barevnými pruhy – červeným a žlutým.
Město používá své barvy ve dvou pruzích jako městský symbol již více než 220 let.[zdroj?]

## Sklářství

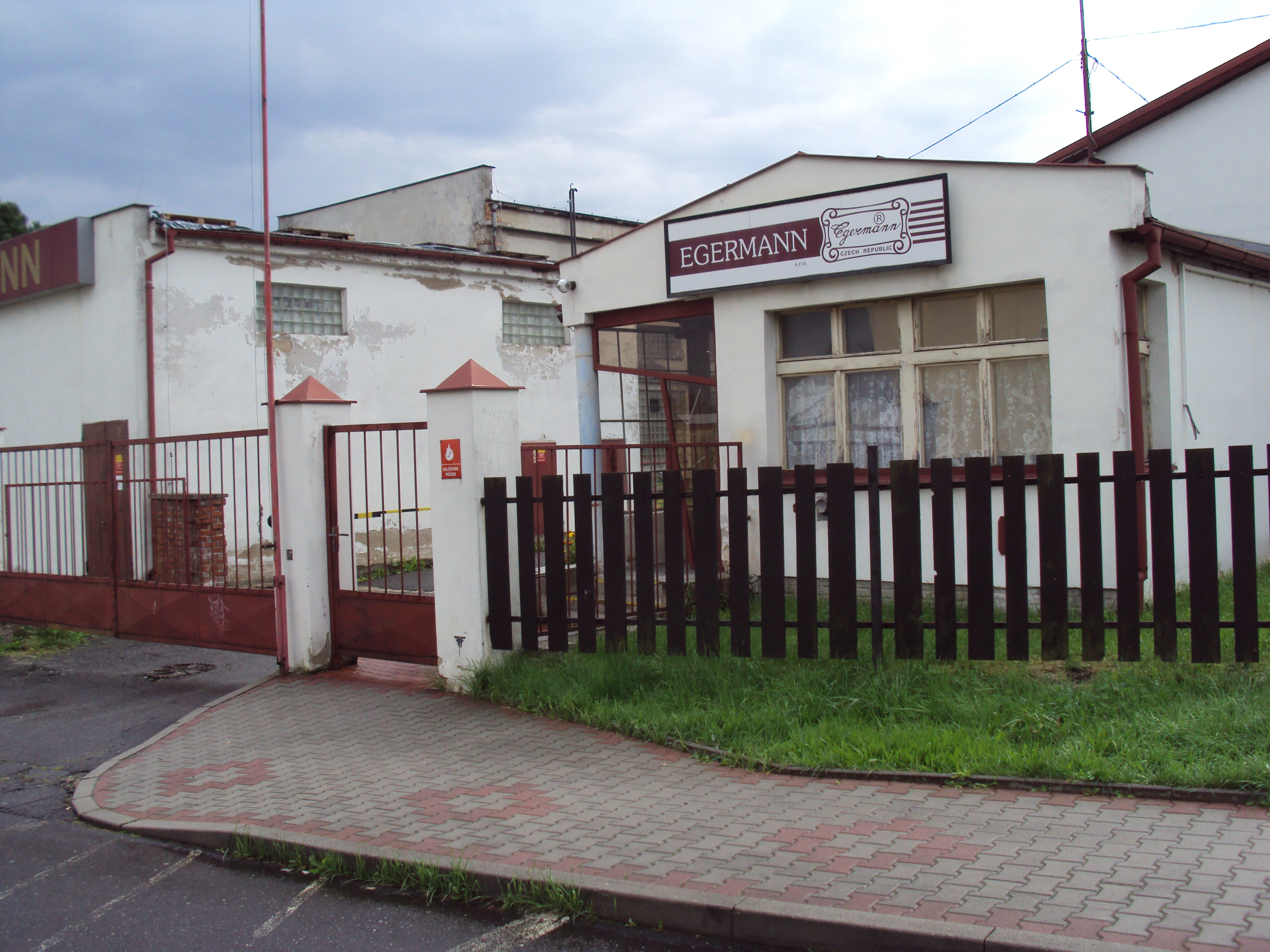
Bývalá sklárna Egermann u vlakového nádraží

Ve městě má velkou tradici sklářský průmysl. V roce 1930 bylo ve městě registrováno 68 firem, které se zabývaly obchodem, výrobou či zušlechťováním skla. Největším podnikem byl Crystalex, který začali jugoslávští zedníci pod názvem Státní podnik Borské sklo budovat roku 1965, v říjnu roku 1967 byl poté uveden do provozu, 1. ledna 1974 se podnik přejmenovává na Crystalex. V lednu 2009 zkrachovala velká sklářská skupina Bohemia Crystalex Trading (BCT), jejíž součástí byla i sklárna v Novém Boru. Přišlo zde tak o práci 1347 lidí. O rok později areál koupila společnost CBC Invest, novoborskou sklárnu přejmenovala kvůli tradici na Crystalex CZ a postupně obnovila výrobu užitkového skla.
Dalším významným sklářským podnikem ve městě je společnost Lasvit, která se věnuje především návrhům a výrobě zakázkových světelných instalací. Sídlem společnosti je skleněný dům na Palackého náměstí představující oceňovaný příklad uplatnění moderní architektury v historickém prostředí.
Ve městě sídlí i sklářská škola (střední škola + učiliště + vyšší odborná škola), jejíž počátky spadají už do roku 1870. Škola se v minulosti potýkala s menším zájmem uchazečů o studium sklářských oborů, a proto bylo v jejích prostorách 1. září 2008 otevřeno také gymnázium.
Od roku 1982 pořádal podnik Crystalex mezinárodní sklářské symposium. Jeho pořadatelskou roli převzala v roce 2009 radnice, akce se jmenovala 10. ročník International Glass Sympozia IGS 2009.
Po třech letech se v říjnu 2012 konalo v Novém Boru další, již 11. Mezinárodní sklářské sympozium. Čtyřdenní akce se zúčastnilo 70 výtvarníků z 20 zemí světa. Další ročníky sympozia se uskutečnily v letech 2015, 2018 a 2021.

## Doprava
Město leží na železniční trati 080 z Bakova nad Jizerou a České Lípy do Jedlové a na jeho území se nachází jediná železniční stanice Nový Bor obsluhovaná dálkovou linkou R22 a regionální linkou L4. Severovýchodně od železniční stanice je při třídě B. Egermanna autobusové nádraží, které společně s dalšími 31 autobusovými zastávkami na území města obsluhují především linky Integrovaného dopravního systému Libereckého kraje (IDOL).
Nový Bor je také významnou křižovatkou silnic I/9 a I/13 vedených po obchvatu a dále silnice II/268 vedené přímo centrem města.
Na území města přistála roku 1913 vzducholoď ze Saska. Bylo to první komerční přistání vzducholodi na území Čech. Pro tuto příležitost byla zhotovena i pamětní poštovní razítka.

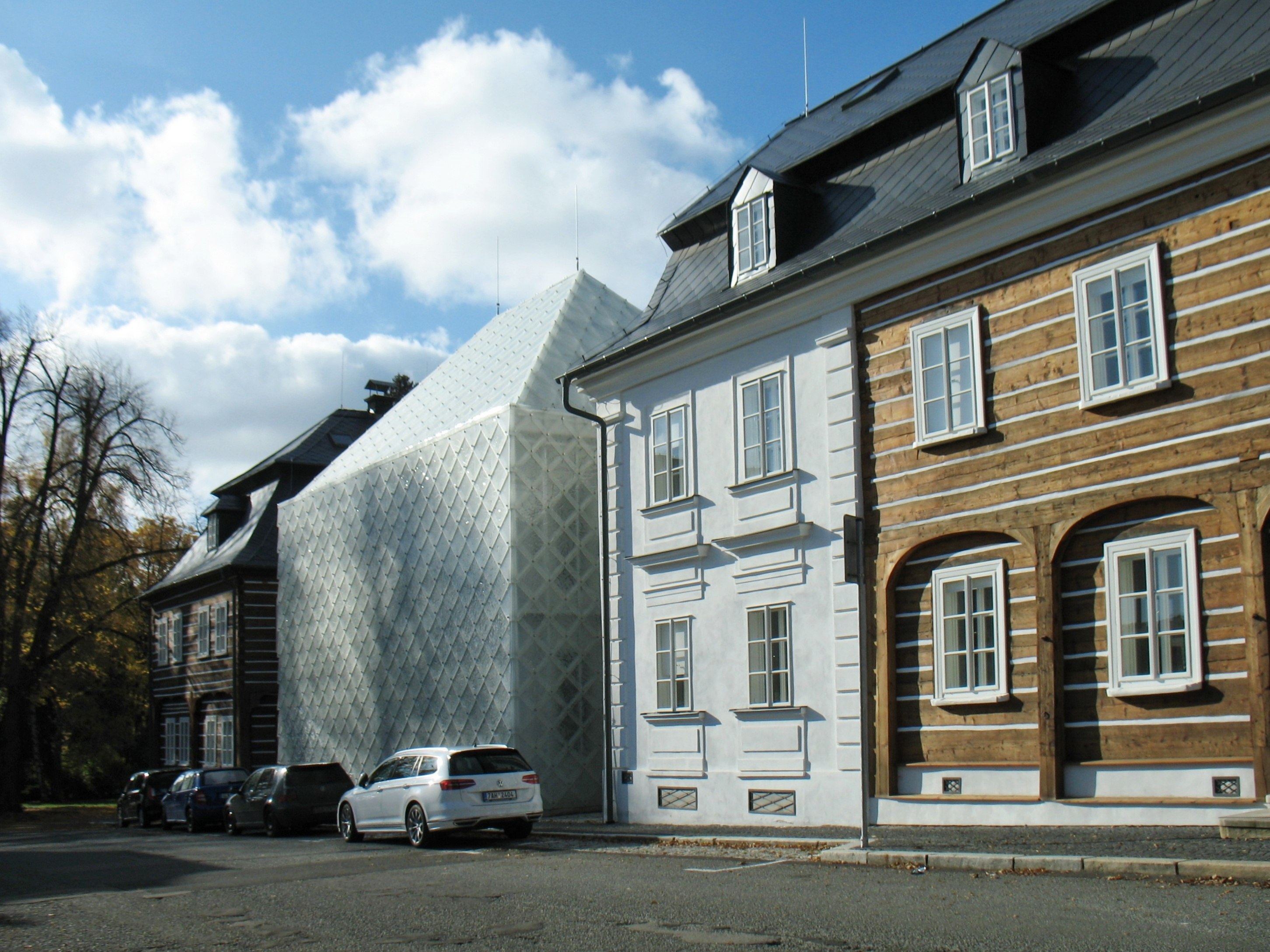
Sídlo firmy Lasvit se skleněným domem

Je zde řada turisticky značených pěších tras a cyklotras. Spojují krajinu kolem České Lípy na jihu s Lužickými horami na severu. Z pěších tras se jedná o evropskou dálkovou trasu E10, zelenou na Cvikov a modrou na Panskou skálu. Z cyklotras zde vedou 3053, 3054, 3056 a Cesta k sousedům do saského Oybinu. V roce 2012 byla vybudována cyklostezka Nový Bor – Sloup v Čechách. Ve městě působí odbor Klubu českých turistů Nový Bor. V roce 2014 byla ve městě vybudována naučná stezka Po stopách sklářského řemesla v Novém Boru.

## Společnost

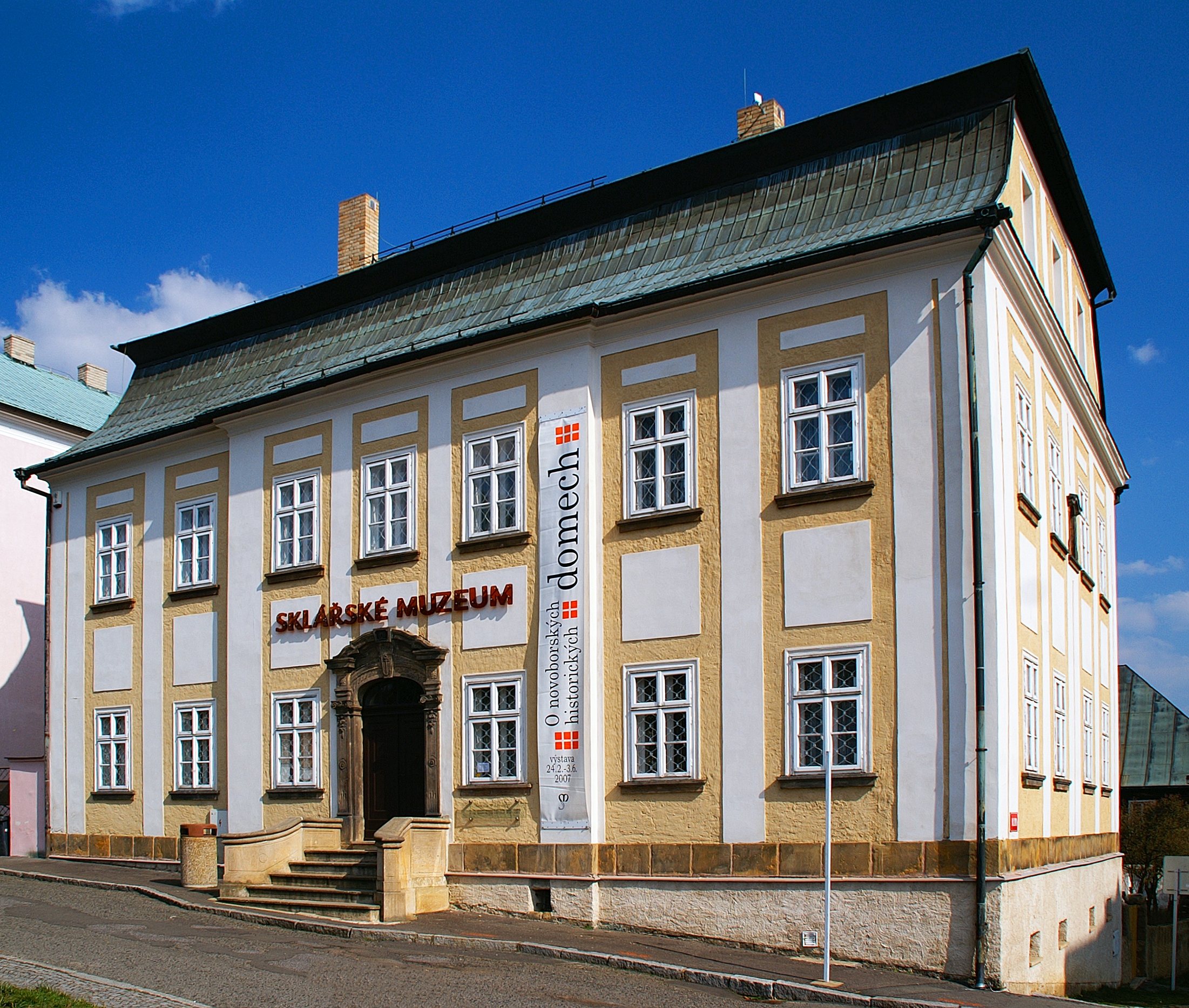
Sklářské muzeum na náměstí Míru

Na třídě B. Egermanna mají pobočky Penny Market, Lidl a od listopadu 2012 i Kaufland.

### Muzea
- Sklářské muzeum – na náměstí Míru, empírová budova z roku 1804. Muzeum v něm založil roku 1893 Odborový svaz sklářských dělníků. Je zde stálá expozice skla.

### Kina a divadlo
- Městské kino Nový Bor (3D) – Smetanova 523
- Městské divadlo Nový Bor – Revoluční 480
- Letní Kino Nový Bor (nově otevřeno 2014)

### Sport
- V roce 1945 byl ve městě založen fotbalový klub SK Nový Bor, který později změnil několikrát své jméno – od roku 1949 Sokol Nový Bor, 1950 Spoje Nový Bor, 1951 Borokrystal Nový Bor. V roce 2004 hrál krajskou soutěž a byl druhý v konečné tabulce.[22] Fotbalový A tým mužů zakončil sezonu 2010/2011 v krajském přeboru Libereckého kraje na 7. místě čtrnáctičlenné tabulky.[23] O rok později tuto soutěž dokázal vyhrát a postoupil.[24]
- V okolí města se leze na pískovcových i nepískovcových skalách a narodil se zde Josef Rybička. Místní horolezecký oddíl ČHS HO Jiskra Nový Bor zde má lezeckou stěnu, na které pořádal mimo jiné mistrovství ČR v soutěžním lezení v roce 2009.
- Ve městě působí oddíl orientačního běhu OK Jiskra Nový Bor a dosahuje velmi dobrých výsledků.[25]
- Ve městě působí 1. Novoborský ŠK, český šachový klub, jedenáctinásobný vítěz České šachové extraligy a také vítěz Evropského poháru.
- Oddíl turistiky SK Nový Bor pořádá nejstarší zimní stanování v ČR spojené s horou Klíč (Akce Klíč – od roku 1962).

## Pamětihodnosti

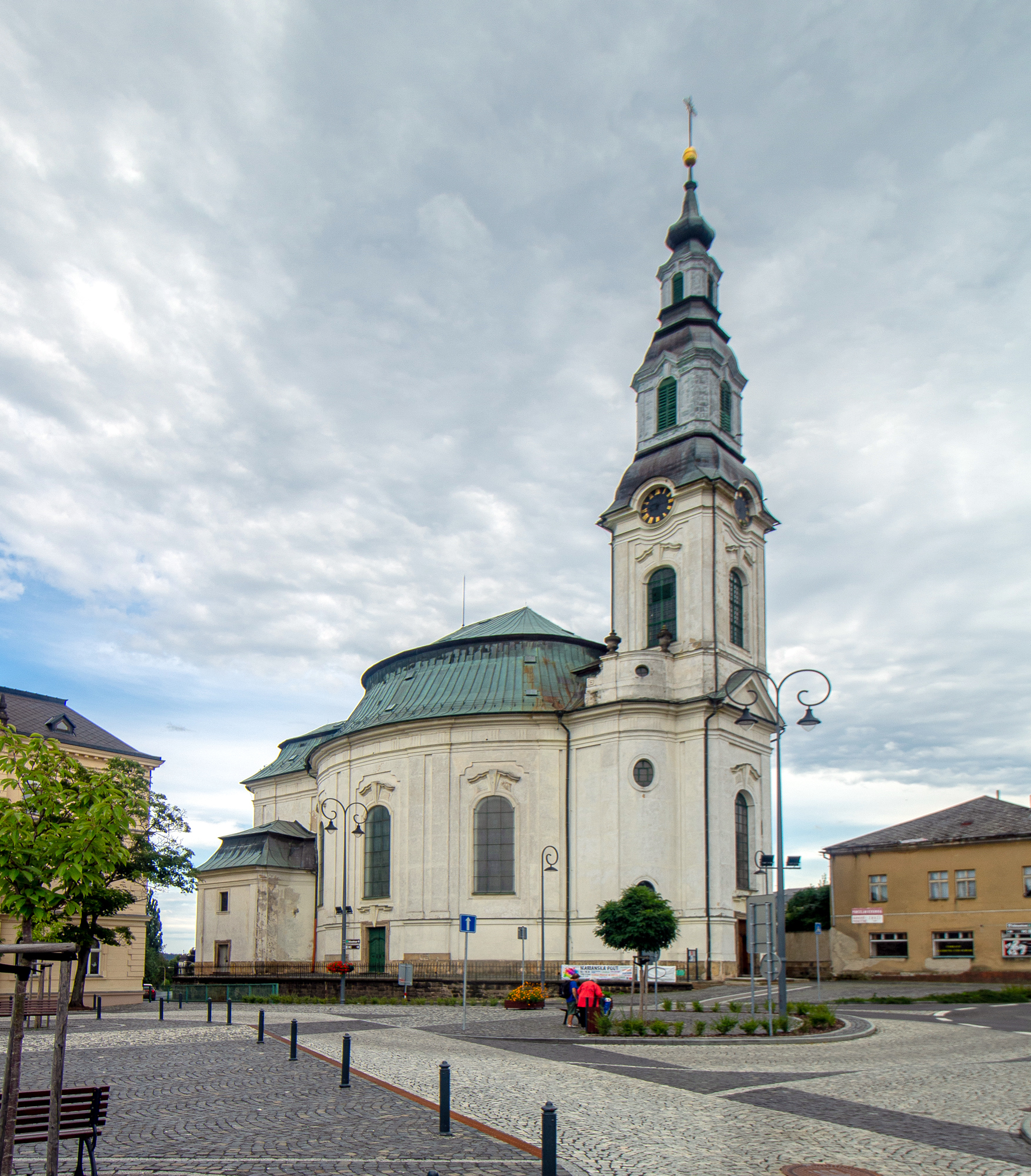
Děkanský kostel Nanebevzetí Panny Marie

- Kostel Nanebevzetí Panny Marie – postaven v letech 1747 až 1749, několikrát přestavěný (v letech 1786–1788 vystavěn do dnešní podoby stavitelem J. V. Koschem). Je to pozdně barokní stavba se 60 m vysokou věží. V kostele se nachází starobylý zvon z roku 1607 a slouží dodnes. Hrabě Kinský zakoupil pro kostel varhany, které byly přenesené z pražského kostela sv. Karla Boromejského. Za zmínku stojí také socha Panny Marie, kterou nechal vytvořit hostinský a panský purkrabí Václav Grossmann u sochaře Františka Wernera, jako slib Matce Boží, za ušetření jeho vlastního majetku během slezské války (1740–1742). Socha je nejstarší chráněnou památkou ve městě. V kostele naleznete dále obraz Krista, který je kopií originálu z chrámu sv. Petra v Římě, pořízenou Václavem Mánesem. Skleněné lustry a barevné vitráže jsou vizitkou místních sklářů a výtvarníků.
- Radnice, původně barokní sýpka
- Bývalá piaristická kolej
- Navrátilův sál – Třída T. G. Masaryka 45
- Lesní hřbitov – založen 1909, upravený do parkové podoby s množstvím rododendronů u silnice směr Radvanec. Jeho součástí je pomník účastníků Rumburské vzpoury.[26]
- Palackého náměstí – památkově chráněné budovy, parková úprava

## Osobnosti
- Friedrich Egermann (1777–1864), rodák ze Šluknova, sklář, obchodník, technolog, vynálezce například achátového skla, perleťového a biskvitového emailu, žluté a červené lazury
- Josef Jaroslav Kalina (1816–1847), český básník, literární a přírodní vědec, filosof, sběratel lidové slovesnosti a obrozenec
- Wilhelm Knechtel (1837–1924), pihelský rodák, německý zahradník a botanik
- Volker Oppitz (* 1931), německý ekonom a matematik
- Josef Rybička (* 1952), český horolezec
- Josef Richter (1812 -1881), vynálezce ladění diatonické foukací harmoniky[27]
- Johann Peter (1858-1935), učitel, básník a spisovatel

## Partnerská města
Partnerskými městy Nového Boru jsou:
- Aniche, Francie
- Břeclav, Česko
- Frauenau, Německo
- Oybin, Německo
- Zwiesel, Německo